# MPL-50

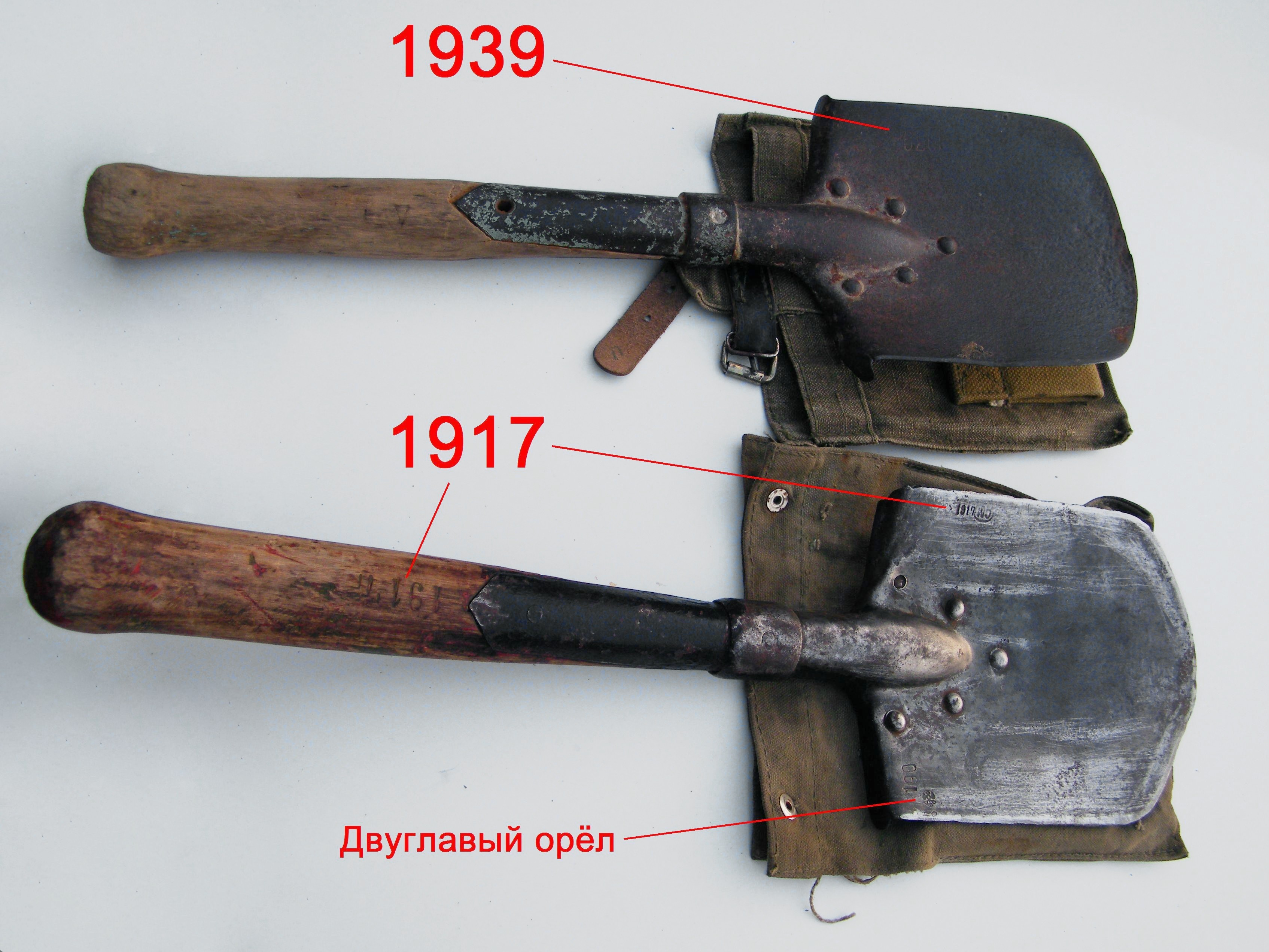
MPL-50 Modelle von 1917 und 1939

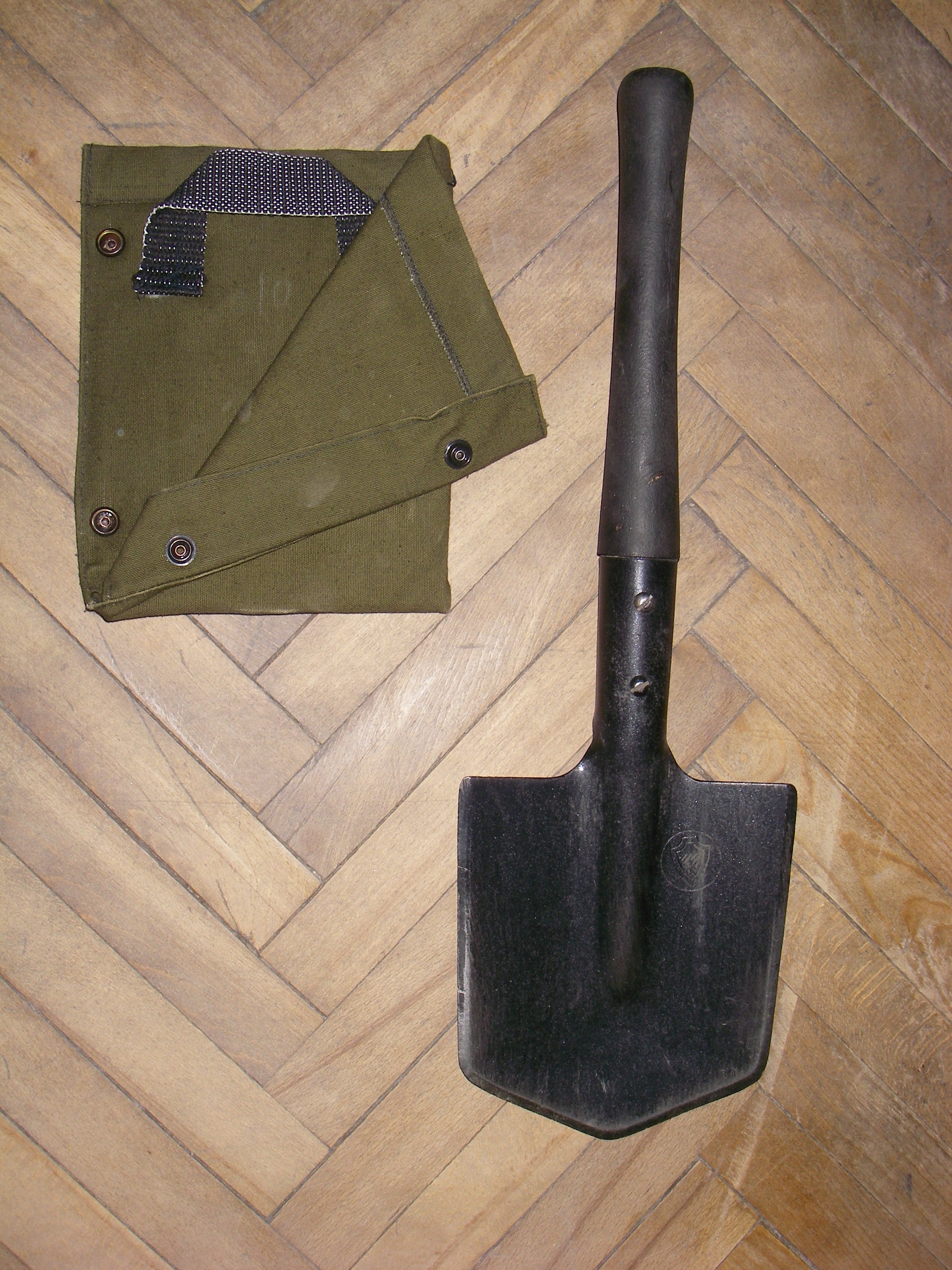
Design nach dem Zweiten Weltkrieg mit als Tragetasche dienender Abdeckung.

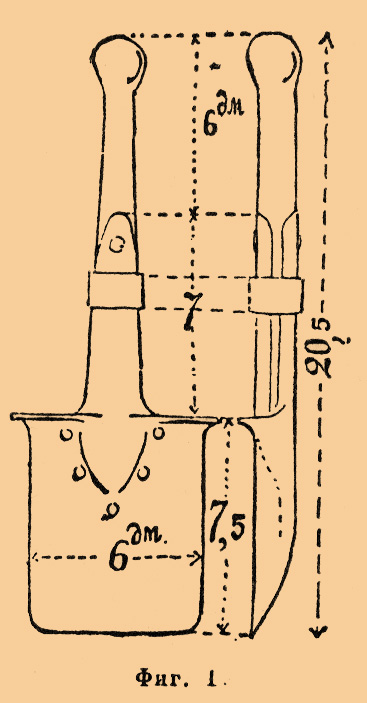
Linnemann Infanterie-Schaufel, 1890–1907

Der MPL-50 (russisch МПЛ-50, малая пехотная лопата-50 malaja pechotnaja lopata-50, deutsch ‚Kleiner Infanteriespaten 50‘) ist ein Feldspaten mit einer Gesamtlänge von ca. 50 cm, welcher 1869 vom dänischen Infanterie-Offizier Johan Linnemann entwickelt wurde.

## Geschichte
Der Spaten wurde 1869 vom dänischen Offizier Mads Johan Buch Linnemann entwickelt, 1870 patentiert und anschließend an das dänische Heer ausgeliefert. Er trug ursprünglich die Bezeichnung Linnemannske Spade (M.1870). Im darauffolgenden Jahr wurde der Spaten vom wesentlich größeren österreichischen Heer übernommen. Daraufhin eröffnete Linnemann in Wien eine Fabrik zur Fertigung seines Spatens.
Später wurde der Spaten in den Armeen weiterer Länder wie Deutschland, Frankreich, Rumänien und Russland eingeführt. Dabei erkannte nur Russland Linnemanns Patentrechte an, zahlte ihm 30.000 Rubel und bestellte 60.000 Spaten. Durch Befehl vom 20. Junijul. / 2. Juli 1878greg. wurde der Spaten eingeführt. In der russischen Armee bekam der Spaten die Bezeichnung MPL-50. Hierbei steht die Zahl 50 für die Größe des Spatens in Zentimetern. Der MPL-50 ist bisher nahezu unverändert im Bestand des russischen Heeres. Versuche zur Einführung eines Klappspatens wurden bisher nicht genehmigt. Der MPL-50 wurde später durch den wesentlich größeren Pionierspaten BSL-110 ergänzt.

## Konstruktion
Der MPL-50 hat eine Gesamtlänge von etwa 50 cm bei ca. 800 g Gesamtgewicht, wobei das Stahl-Schaufelblatt 15 cm breit und 18 cm lang ist. Er ist an der Anstechkante sowie meist an einer weiteren Seite geschärft, um als Axt verwendet zu werden. Der hölzerne Griff ist nicht lackiert und für eine glatte, rutschfeste Oberfläche geschliffen und angekohlt. Im Blatt ist der Hersteller und das Produktionsjahr eingestempelt.

## Verwendung
Der Haupt-Einsatzzweck ist das Verschanzen, das je nach Bodentyp und körperlicher Verfassung des Soldaten mit einer Geschwindigkeit von etwa 0,1 bis 0,5 m³ je Stunde erfolgen kann. Der Spaten kann zudem mit der geschärften Seitenkante als Axt, mit der flachen Blattseite als Hammer, als Paddel für improvisierte Flöße, als Bratpfanne oder durch seine einheitliche Größe als einfaches Messinstrument verwendet werden.
Speznas-Einheiten verwendeten den MPL-50 im weitergehenden Training im Nahkampf. Auch bietet sich die Verwendung als Wurfwaffe an, da der Spaten gut ausbalanciert ist.